# Andrés Boix Palop
Andrés Boix Palop (València, 1976) és professor titular de Dret Administratiu a la Universitat de València (UV) i un estudiós de l'ordenament jurídic i administratiu de l'estat a escala local, autonòmica, estatal pròpiament dita i europea.
Boix és Doctor en Dret per la UV (2003) i ha cursat estudis a diverses universitats europees com les de París (Paris I Pantéo-Sorbona i Paris II Pantéo-Assas), Múnic, Frankfurt o la Bucerius Law School de la Universitat d'Hamburg. Imparteix docència en els graus de Dret i Periodisme de la UV, així com en diversos màsters de la mateixa universitat i d'altres espanyoles.
És autor de diversos treballs i monografies especialitzades en diverses matèries de Dret públic. S'ha ocupat preferentment de qüestions relacionades amb les relacions entre el legislador i l'Administració en el nostre ordenament jurídic (amb diversos treballs, entre ells la monografia Las convalidaciones legislativas, 2004) i de la reforma de la planta administrativa a nivells local, autonòmic, estatal o europeu (amb treballs varis entre els quals destaca el llibre Una nova planta per als valencians. Possibilitats i límits per a l'organització política i administrativa del País Valencià dins la Constitució de 1978, Nexe, 2014), així com dels problemes generats quant a l'acció de l'Administració respecte dels drets fonamentals i de la regulació de mitjans audiovisuals, sent a més coautor de diverses obres sobre Dret de la comunicació o, com a editor, sobre autoria i drets d'autor en l'era digital, la regulació de la mobilitat sostenible o la reforma espanyola dels mercats audiovisuals.
A més és un destacat col·laborador a la premsa escrita amb columnes sobre actualitat política i dret públic. Escriu habitualment als periòdics El País, Eldiario.es, CTX, El Temps, Agenda Pública o Levante-EMV. A més a més participa en la web La página definitiva amb altres periodistes o personalitats com Guillermo López, Francesc Miralles, així com en el podcast La paella rusa on analitza l'actualitat.